# Odmetnik
Odmetnik predstavlja naziv za pojedinca za kojeg se smatra je prestupio pravne, moralne i druge norme države, društva, zajednice ili organizacije kojoj je pripadao. Time se mogu podrazumijevaati osobe koje se smatraju "izvan zakona", odnosno za koje više ne važe redovna zakonska pravila države u kojoj se nalazi. Osobe odmetnicima mogu postati ili tako da ih se službeno proglasi takvim ili tako da se sami "odmetnu".
U užem smislu se odmetnicima smatraju profesionalni kriminalci, ili osobe kojima biti "izvan zakona" predstavlja specifičan životni stil, odnosno zarađivanje za život imovinskim kriminalom i stalnim nastojanjem izbjegavanja državne vlasti. Za takvu vrst odmetnika se koristi i izraz bandit. Ta vrst odmetnika može biti i predmet romantiziranja, pogotovo među potlačenim društvenim skupinama koje u banditskoj aktivnosti vide svojevrsnu reakciju, odnosno odmazdu za vlastitu potlačenost. Kao primjer mogu poslužiti hajduci.